# Muusoctopus eureka
Muusoctopus eureka is een inktvissensoort uit de familie van de Enteroctopodidae. De wetenschappelijke naam van de soort werd voor het eerst geldig gepubliceerd in 1929 door Robson als Enteroctopus eureka.